# Michael Whelan
Michael Whelan (29 de junho de 1950) é um pintor e ilustrador estadunidense, notório por suas ilustrações para séries de fantasia e ficção científica, como a série Barsoom, de Edgar Rice Burroughs.

## Obras
- Something in My Eye, (1997) (poster book) ISBN 0-929480-82-1
- The Art of Michael Whelan: Scenes/Visions, (1993) ISBN 0-553-07447-4
- Michael Whelan's Works of Wonder, (1988) ISBN 0-345-32679-2
- Wonderworks: Science Fiction and Fantasy Art, (1979) ISBN 0-915442-74-4
- Infinite Worlds: The Fantastic Visions of Science Fiction Art, Vincent Di Fate (author),  ISBN 978-0670872527
- The Biographical Dictionary of SF & Fantasy Artists, Robt. Weinberg, ed., 1988